# Susanne Fröhlich
Susanne Fröhlich, née le 15 novembre 1962 à Francfort-sur-le-Main (Allemagne), est une écrivaine et journaliste allemande qui travaille pour la Hessischer Rundfunk.

## Biographie
Susanne Frohlich est la fille d'un notaire de Francfort. Elle passe son baccalauréat en 1982 à la Schillerschule (de) de Francfort. Après des études de droit pendant quatre semestres et avoir fait du volontariat, elle commence sa carrière à la radio chez le radiodiffuseur Hessischer Rundfunk en 1984. 
De 1984 à l'été 2007, elle anime l'émission Ausgehspiel pour hr3, une station de radio publique allemande. À la télévision, elle anime les émissions Allein oder Fröhlich, Vorsicht Fröhlich et Wir vier Allein. Elle est régulièrement invitée à Blond am Freitag (de) (Blonde le vendredi) et dans le jeu de quiz strassenstars (de) de la chaine de télévision HR Fernsehen.
Fröhlich publie également de nombreux livres qui ont totalisé plus d'un million d'exemplaires vendus. Son premier roman, intitulé Frisch gepresst (Fraîchement pressé), parle d'une femme nommée Andrea Schnidt, qui vient de devenir mère. Dans l'adaptation cinématographique de 2012, Diana Amft joue le rôle principal. D'autres épisodes de cette série sont : Fraîchement faite, Familienpackung, points de Fidélité, Lieblingstücke et Lackschaden. Le livre Chaque poisson est beau quand il dépend de l'ange s'adresse aux femmes célibataires. Dans son roman Le Jour où le père fit tomber le bébé, la mère du bébé mort rejette le père et entame une liaison lesbienne avec la femme de ménage.
En 2004 parait le livre qui remporte le plus grand succès Moppel-Ich, donnant des conseils humoristiques sur les problèmes de poids. Une adaptation télévisée est également réalisée. 
Sur MDR Fernsehen, elle anime Fröhlich lesen, une émission consacrée aux livres.  Elle participe de temps en temps en tant que membre du jury à l'émission de SWR-Sendung Ich trage einen großen Namen (de). 
Susanne Fröhlich aime le jogging et pratique le yoga ainsi que le ski de fond.

## Famille
Susanne Fröhlich a vécu en union libre avec l'animateur de télévision Gert Scobel (de), qu'elle a rencontré lors de son expérience de volontariat à la Hessischer Rundfunk. Depuis l'été 2007, le couple, qui a deux enfants, s'est séparé,.

## Œuvres

### Livres
- Frisch gepresst, Eichborn, Frankfurt am Main, 1998,  (ISBN 3-8218-0570-6)
- Der Tag, an dem Vater das Baby fallen ließ, Eichborn, Frankfurt am Main, 2001,  (ISBN 3-8218-0826-8)
- Frisch gemacht!. Krüger, Frankfurt am Main, 2003,  (ISBN 3-8105-0663-X)
- Familienpackung, Krüger, Frankfurt am Main, 2005,  (ISBN 3-8105-0664-8)
- Moppel-Ich. Der Kampf mit den Pfunden, Krüger, Frankfurt am Main 2004,  (ISBN 3-8105-0666-4)
- Treuepunkte, Krüger, Frankfurt am Main 2006,  (ISBN 3-8105-0670-2)
- Lieblingsstücke. roman. Krüger, Frankfurt am Main 2008,  (ISBN 978-3-8105-0672-6)
- Und ewig grüßt das Moppel-Ich. Krüger, Frankfurt am Main 2010,  (ISBN 978-3-8105-0679-5)
- Der Hund, die Krähe, das Om... und ich! Mein Yoga-Tagebuch. Gräfe und Unzer, München 2011,  (ISBN 978-3-8338-2498-2)
- Lackschaden. Krüger, Frankfurt am Main 2012,  (ISBN 978-3-8105-0673-3)
- Aufgebügelt. Krüger, Frankfurt am Main 2013,  (ISBN 978-3-8105-0674-0)
- Wundertüte. Krüger, Frankfurt am Main 2015,  (ISBN 978-3-8105-2259-7)
- Feuerprobe. Krüger, Frankfurt am Main 2016,  (ISBN 978-3-8105-3023-3)

avec  Constanze Kleis :
- Jeder Fisch ist schön – Wenn er an der Angel hängt. Krüger, Frankfurt am Main 2002,  (ISBN 3-8105-0660-5)
- F(r)ischhalteabkommen. Länger Freude am Mann. Krüger, Frankfurt am Main 2003,  (ISBN 3-8105-0665-6)
- Langenscheidt Deutsch-Mann/Mann-Deutsch. Langenscheidt, München 2005,  (ISBN 3-468-73111-6)
- Runzel-Ich. Wer schön sein will… Krüger, Frankfurt am Main 2007,  (ISBN 3-8105-0668-0)
- Alles über meine Mutter. Krüger, Frankfurt am Main 2007,  (ISBN 978-3-8105-0676-4)
- Alles über meinen Vater. Krüger, Frankfurt am Main 2012,  (ISBN 978-3-8105-0677-1)
- Diese schrecklich schönen Jahre. Gräfe und Unzer, München 2014,  (ISBN 978-3-8338-3415-8)
- Frau Fröhlich sucht die Liebe... und bleibt nicht lang allein. Krüger, Frankfurt am Main 2015,   (ISBN 978-3-8105-0669-6)
- Kann weg! Frau Fröhlich räumt auf. Gräfe und Unzer, München, 2017,  (ISBN 978-3-8338-6268-7)

### Livres audios
- Frisch gepresst (2002),  (ISBN 3-8218-5201-1)
- Frisch gemacht (2003),  (ISBN 3-89940-198-0)
- Moppel-Ich. Der Kampf mit den Pfunden (2005),  (ISBN 3-89964-119-1)
- Familienpackung (2005),  (ISBN 978-3-86610-266-8)
- Treuepunkte (2006),  (ISBN 978-3-86610-319-1)
- Lieblingsstücke (2008),  (ISBN 978-3-8398-9005-9)
- Charlottes Welt (2009),  (ISBN 978-3-86610-960-5)
- Und ewig grüßt das Moppel-Ich (2010),  (ISBN 978-3-8398-1017-0)
- Lackschaden (2012),  (ISBN 978-3-8398-1148-1)
- Der Hund, die Krähe, das Om... und ich. Mein Yoga-Tagebuch (2012),  (ISBN 3-86804-219-9)
- Wundertüte (2015),  (ISBN 978-3-8398-1372-0)
- Feuerprobe (2016),  (ISBN 978-3-8398-1498-7)

Avec Constanze Kleis :
- Jeder Fisch ist schön – wenn er an der Angel hängt (2003),  (ISBN 3-8218-5240-2)
- Langenscheidt Deutsch – Mann / Mann – Deutsch. Männerverstehen leicht gemacht (2003),  (ISBN 3-468-73108-6)
- Runzel-Ich. Wer schön sein will… (2007),  (ISBN 978-3-86610-552-2)
- Kann weg! Frau Fröhlich räumt auf (2017),  (ISBN 978-3-8398-8147-7)